# PTScientists
PTScientists (Part-Time) — команда німецьких науковців та інженерів, які своєю головною метою вважають «зниження вартості космічних досліджень та спрощення доступу до Місяця». Запуск їхнього апарата до супутника Землі ракетою Falcon 9 заплановано на перший квартал 2020 року.
З 24 червня 2009 року PTScientists брала участь у конкурсі Google Lunar X Prize. Він хоча і закінчився без визначення остаточного переможця, але компанія виграла там €750 тис. у номінаціях «Мобільність апарата» (здатність проїхати хоча б 500 м від місця посадки) та «Візуалізація» (можливість створення високоякісних фото та відео).
Компанія приймає замовлення щодо доставки на Місяць корисного вантажу. Вартість відправлення 1 кг може складати 700—800 тис. євро. Європейське космічне агентство може обрати PTScientists із шести можливих компаній для доставки апаратів по використанню ресурсів in situ.

## Конструкція космічного апарата
У березні 2017 року PTScientists повідомили, що посадковий модуль їхнього космічного апарата називатиметься ALINA (Autonomous Landing and Navigation Module). Після посадки від лендера відокремляться два маленькі ровери. Апарат спроєктований із можливістю попереднього відокремлення орбітера (малі супутники), але під час першої місії він буде відсутній. Всі разом вони покликані продемонструвати свою технологічну спроможність до посадки у заданій точці, здатність до пересування та комунікації у реальному часі.
ALINA має вісім головних двигунів, кожен із яких виробляє 200 Н тяги. Також там присутні вісім двигунів реактивної системи керування, що генерують по 10 Н кожен. Ровери розроблялися німецьким автовиробником Audi та мають назву «Audi Lunar Quattro». Вони мають по чотири колеса, кожне з яких здатне обертатися на 360°, повний привід, сонячні панелі, що можуть нахилятися у напрямку Сонця та дві фотокамери для стереозображень. Максимальна швидкість місяцеходів — 3,6 км/год.
ALINA зв'явуватиметься із роверами, використовуючи технології компаній Infineon Technologies, Nokia та Vodafone, що працюють за протоколом 4G LTE.
Бажаною зоною для посадки є місячна долина Taurus–Littrow, де приземлялася місія «Аполлон-17». Необхідно буде знайти та відзняти залишений там у 1972 році місячний автомобіль.

## Вантаж
Під час першого польоту космічний апарат доставить на Місяць три вантажі (для США, Канади та Швеції), серед яких буде експериментальна установка від Дослідницького центру Еймса для вирощування рослин. Науковці планують дослідити проростання насіння та початкове їх зростання в умовах поєднання впливу місячної гравітації, що складає 16,5 % від земної, та підвищеної радіації. Пророщувати збираються такі рослини, як різушка Таля, базилік, соняшник та турнепс. Насіння буде поміщене у герметичний циліндр діаметром 10 см, оснащений системою підтримки життєдіяльності та мініатюрною камерою. Дослідження такого штибу необхідні для розвитку астробіології та проєктування систем підтримки життєдіяльності рослин на космічних станціях, протягом довготривалих польотів у космосі, або космічних поселеннях.

## Місія для ЄКА
У січні 2019 року ЄКА повідомило, що обрало ArianeGroup як виконавця місії, щодо розробки реголіту та переробки його на складники. PTScientists запропонували бути субпідрядником у частині виготовлення космічного апарата для транспортування на Місяць. Запланована дата запуску — 2025 рік.